# Nicolae Negură
Nicolae Negură (n. 1832, Huși – d. 1884) a fost un medic chirurg, profesor de chirurgie, fondator al Școlii de chirurgie din Iași, prima școală medicală universitară din România cu predare în limba română, precursoare directă a Facultății de Medicină din Iași.

## Biografie
Nicolae Negură și-a obținut doctoratul în medicină și chirurgie în 1857, la Berlin, cu teza „De febra moldavenis”. Reîntors în Moldova, a fost profesor la „Școala de moșit” din cadrul Institutului Gregorian și medic primar (1859) la Spitalul „Sf. Spiridon” din Iași. 
În anul 1859, a devenit primul profesor de chirurgie din Iași și fondator al învățământului chirurgical ieșean, fiind numit printr-o Ordonanță Domnească profesor însărcinat cu susținerea cursului de Chirurgie și Medicină, în cadrul Școlii de chirurgie înființată cu sprijinul domnitorului Alexandru Ioan Cuza și inaugurată pe 30 noiembrie 1859, în localul Academiei Mihăilene.

## In memoriam
Pentru a onora memoria doctorului Nicolae Negură în 2007 Primaria Iași a denumit „Strada Nicolae Negură” o stradă din cartierul Bucium din Iași.